# Cuneiform语言
Cuneiform是用于大规模科学数据分析的开源工作流程语言。
它是促进并行计算的静态类型的纯函数式编程语言。它的特征是有个全功能的外界函数接口，允许用户集成来自很多外部编程语言的软件。Cuneiform在组织层面上提供了一些设施，如条件分支和通用递归，使其具有图灵完备性。

## 概述
Cuneiform尝试拉近在科学工作流程系统如Apache Taverna、KNIME或Galaxy，与大规模数据分析程序模型如MapReduce或Pig Latin之间的间隙，同时提供函数式编程语言的通用性。
Cuneiform是用分布式Erlang实现的。如果运行在分布式模态下，它导出一个遵循POSIX的分布式文件系统，如Gluster或Ceph（用FUSE集成某个其他文件系统例如HDFS）。作为替代选择，Cuneiform脚本可以执行在HTCondor或Apache Hadoop顶上。
Cuneiform受到了Peter Kelly的工作的影响，他提议函数式编程作为科学工作流程执行的模型。
故而，Cuneiform不同于其他的基于数据流程编程的工作流程语言，如并行脚本语言Swift。

## 扩展软件集成
外部工具和库（比如R或Python库）是通过外界函数接口来集成的。通过它可以组合，比如允许通过snippet节点使用外部软件的KNIME，或为集成Java软件提供BeanShell服务的Apache Taverna。通过定义采用外界语言的任务，就可能使用一个外部工具或库的API。这种方式下，工具可以直接集成而不需要写包装器或重新实现工具。
目前支持的外界编程语言有：
- Bash
- Elixir
- Erlang
- Java
- JavaScript
- MATLAB
- GNU Octave
- Perl
- Python
- R
- Racket

计划增加外界语言AWK和gnuplot。

## 类型系统
Cuneiform提供简单的、静态检查的类型系统。虽然Cuneiform提供列表作为复合数据类型，它省略了传统的列表访问子（head和tail），以避免在访问空列表时，可能引起的运行时间错误的可能性。转而列表只能通过在其上map或fold，以全有或全无方式访问。此外，Cuneiform（在组织层面）省略了算术，这排除了除以零的可能性。省略任何的部份定义运算，允许保证运行时间错误只能在外界代码中引发。

### 基础数据类型
Cuneiform提供的基础数据类型有布尔值、字符串和文件。这里的文件被用来以任意格式在外界函数之间交换数据。

### 记录和模式匹配
Cuneiform提供记录（结构）作为复合数据类型。下面的例子展示定义一个变量r，作为有两个字段a1和a2的记录，第一个是字符串，而第二个是布尔值：
```
let
 
r
 
:
 
<
a1
 
:
 
Str
,
 
a2
 
:
 
Bool
>
 
=

  
<
a1
 
=
 
"my string"
,
 
a2
 
=
 
true
>;

```

记录可以要么通过投影（projection）要么通过模式匹配来访问。下面的例子从记录r，提取两个字段a1和a2：
```
let
 
a1
 
:
 
Str
 
=
 
(
 
r
|
a1
 
);

let
 
<
a2
 
=
 
a2
 
:
 
Bool
>
 
=
 
r
;

```

### 列表和列表处理
进一步的，Cuneiform提供列表作为复合数据类型。下面的例子展示定义一个变量xs，作为一个有三个元素的一个文件：
```
let
 
xs
 
:
 
[
File
]
 
=

  
[
'a.txt'
,
 
'b.txt'
,
 
'c.txt'
 
:
 
File
];

```

列表可以通过for和fold算子来处理。这里的for算子可以接受多个列表，来逐个元素的处置列表（类似于Racket中的for/list、Common Lisp中的mapcar或Erlang中的zipwith）。
下面的例子展示如何在一个单一的列表上map，结果是一个文件列表：
```
for
 
x
 
<-
 
xs
 
do

  
process
-
one
(
 
arg1
 
=
 
x
 
)

  
:
 
File

end
;

```

下面的例子展示如何zip两个列表，结果也是一个文件列表：
```
for
 
x
 
<-
 
xs
,
 
y
 
<-
 
ys
 
do

  
process
-
two
(
 
arg1
 
=
 
x
,
 
arg2
 
=
 
y
 
)

  
:
 
File

end
;

```

最后，列表可以使用fold算子来做聚集。下面的例子合计一个列表的元素：
```
  fold acc = 0, x <- xs do
    add( a = acc, b = x )
  end;

```

## 并行执行
Cuneiform是纯函数式语言，就是说它不支持可变引用。作为结论，它可以使用独立子项，将一个程序分解成可并行的各部份。Cuneiform调度器分布这些部份到做工节点。此外，Cuneiform采用传名调用求值策略，值只在它对计算结果有贡献时计算。最后，外界函数应用是记忆化的，用来加速包含以前推导结果的计算。
例如，下列Cuneiform程序允许f和g的应用平行的运行，而h是有依赖的，它只在f和g二者完成的时候可以开始：
```
let output-of-f : File = f();
let output-of-g : File = g();

h( f = output-of-f, g = output-of-g );
```

下列Cuneiform程序通过将函数f映射到一个三元素列表，创建了三个并行应用：
```
let xs : [File] =
  ['a.txt', 'b.txt', 'c.txt' : File];

for x <- xs do
  f( x = x )
  : File
end;
```

类似的，在记录r的构造中，f和g的应用是独立的，因此可以并行运行：
```
let
 
r
 
:
 
<
a
 
:
 
File
,
 
b
 
:
 
File
>
 
=

  
<
a
 
=
 
f
(),
 
b
 
=
 
g
()
>
;

```

## 例子
下面是一个hello-world脚本：
```
def
 
greet
(
 
person
 
:
 
Str
 
)
 
->
 
<
out
 
:
 
Str
>

in
 
Bash
 
*
{

  
out
=
"Hello $person"

}
*

(
 
greet
(
 
person
 
=
 
"world"
 
)
|
out
 
);

```

这个脚本定义了采用Bash的一个任务greet，它对其字符串实际参数person预加上"Hello "。这个函数产生具有一个单一字符串字段的记录out。应用greet，绑定实际参数person到字符串"world"，产生记录<out = "Hello world">。将这个记录投影为它的字段out，求值出字符串"Hello world"。
可以通过定义采用Bash的一个任务来集成命令行工具：
```
def
 
samtoolsSort
(
 
bam
 
:
 
File
 
)
 
->
 
<
sorted
 
:
 
File
>

in
 
Bash
 
*
{

  
sorted
=
sorted
.
bam

  
samtools
 
sort
 
-
m
 
2
G
 
$bam
 
-
o
 
$sorted

}
*

```

在这个例子中定义了任务samtoolsSort。它调用了工具SAMtools，处置一个BAM格式的输入文件，并产生一个排序了也是BAM格式的输出文件。

## 发行历史
| 版本  | 出现日期  | 实现语言 | 发布平台                | 外界语言                                                                 |
| ----- | --------- | -------- | ----------------------- | ------------------------------------------------------------------------ |
| 1.0.0 | 2014年5月 | Java     | Apache Hadoop           | Bash, Common Lisp, GNU Octave, Perl, Python, R, Scala                    |
| 2.0.x | 2015年3月 | Java     | HTCondor, Apache Hadoop | Bash, BeanShell, Common Lisp, MATLAB, GNU Octave, Perl, Python, R, Scala |
| 2.2.x | 2016年4月 | Erlang   | HTCondor, Apache Hadoop | Bash, Perl, Python, R                                                    |
| 3.0.x | 2018年2月 | Erlang   | 分布式Erlang            | Bash, Erlang, Java, MATLAB, GNU Octave, Perl, Python, R, Racket          |

在2016年4月，Cuneiform的实现语言从Java切换成了Erlang，并且在2018年2月，它的主要发布执行平台从Apache Hadoop变更为分布式Erlang。此外，从2015年到2018年，HTCondor曾被作为可替代执行平台来维护。
Cuneiform的外表语法修订过两次，这反映在主版本号上。

### 版本1
在2014年5月发布的最初草案中，Cuneiform密切关联于Make，它构造解释器在执行期间要遍历的静态数据依赖图。与后来版本的主要区别，是缺乏条件、递归或静态类型检查。区分文件和字符串，是通过同波浪号~形成一个单一引用的字符串。脚本的查询表达式，通过target关键字来介入。Bash是缺省外界语言。函数应用必须使用apply形式来完成，它接受task作为第一个关键字实际参数。一年之后，这种外表语法被一种精简却类似的版本所替代。
下面的例子脚本从一个FTP服务器下载一个参考genome：
```
declare download-ref-genome;

deftask download-fa( fa : ~path ~id ) *{
    wget $path/$id.fa.gz
    gunzip $id.fa.gz
    mv $id.fa $fa
}*

ref-genome-path = ~'ftp://hgdownload.cse.ucsc.edu/goldenPath/hg19/chromosomes';
ref-genome-id = ~'chr22';

ref-genome = apply(
    task : download-fa
    path : ref-genome-path
    id : ref-genome-id
);

target ref-genome;

```

### 版本2

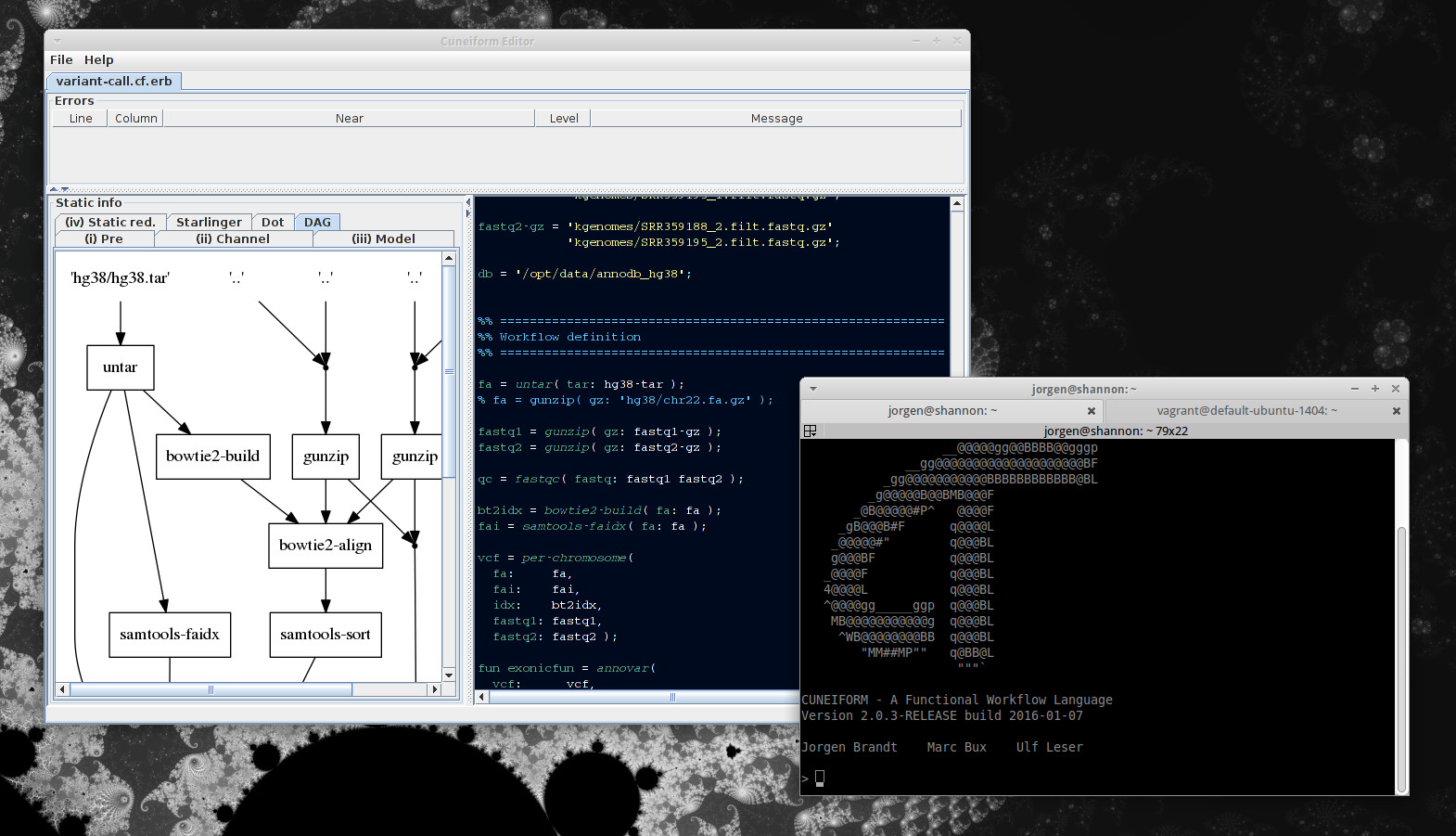
基于Swing的编辑器和Cuneiform 2.0.3的REPL

Cuneiform外表语法的第二个草案，首次发表于2015年3月，在Cuneiform的实现语言从Java到Erlang的迁移期间，持续使用了三年。求值不同于早期方式，解释器归约一个表达式，而非遍历一个静态图。在外表语法保持使用这段时期，解释器被形式化和简化，这导致了第一个Cuneiform的语义规定。语法特征是有了条件。但是，布尔值被编码为列表，再度利用空列表为布尔值false，非空列表为布尔值true。递归后来作为形式化的副产品而增加。但是，静态类型检查，只在后来的版本3中介入。
下列脚本解压一个压缩文件，并把它分解为大小均匀的划分：
```
deftask unzip( <out( File )> : zip( File ) ) in bash *{
  unzip -d dir $zip
  out=`ls dir | awk '{print "dir/" $0}'`
}*

deftask split( <out( File )> : file( File ) ) in bash *{
  split -l 1024 $file txt
  out=txt*
}*

sotu = "sotu/stateoftheunion1790-2014.txt.zip";
fileLst = split( file: unzip( zip: sotu ) );

fileLst;

```

### 版本3
Cuneiform外表语法的当前版本，比较于早期的草案，是尝试拉近与主流函数式编程语言的间隙。它的特征是简单的静态检查的类型系统，并在列表之外介入记录作为第二个复合数据结构类型。布尔值独立为基础数据类型。
下列脚本解包一个文件，结果为一个文件列表：
```
def untar( tar : File ) -> <fileLst : [File]>
in Bash *{
  tar xf $tar
  fileLst=`tar tf $tar`
}*

let hg38Tar : File =
  'hg38/hg38.tar';

let <fileLst = faLst : [File]> =
  untar( tar = hg38Tar );

faLst;

```

## 引用
1. ↑  . 2022年5月27日  [2023年3月19日].
2. ↑  .   [2021-03-03]. （原始内容存档于2021-03-18）.
3. ↑  Brandt, Jörgen; Bux, Marc N.; Leser, Ulf.  (PDF). Proceedings of the Workshops of the EDBT/ICDT. 2015, 1330: 17–26  [2021-03-03]. （原始内容 (PDF)存档于2020-02-17）.
4. ↑  . Erlang Central.   [28 October 2016]. （原始内容存档于2 October 2016）.
5. ↑  Bux, Marc; Brandt, Jörgen; Lipka, Carsten; Hakimzadeh, Kamal; Dowling, Jim; Leser, Ulf.  (PDF). Proceedings of the VLDB Endowment. 2015, 8 (12): 1892–1895  [2021-03-03]. doi:10.14778/2824032.2824094. （原始内容 (PDF)存档于2020-11-25）.
6. ↑  Bessani, Alysson; Brandt, Jörgen; Bux, Marc; Cogo, Vinicius; Dimitrova, Lora; Dowling, Jim; Gholami, Ali; Hakimzadeh, Kamal; Hummel, Michael; Ismail, Mahmoud; Laure, Erwin; Leser, Ulf; Litton, Jan-Eric; Martinez, Roxanna; Niazi, Salman; Reichel, Jane; Zimmermann, Karin.  (PDF). The First International Workshop on Data Management and Analytics for Medicine and Healthcare (DMAH 2015). 2015  [2021-03-03]. （原始内容 (PDF)存档于2018-10-01）.
7. ↑  . Erlang-factory.com.   [28 October 2016]. （原始内容存档于2020-07-12）.
8. ↑  Kelly, Peter M.; Coddington, Paul D.; Wendelborn, Andrew L. . Concurrency and Computation: Practice and Experience. 2009, 21 (16): 1999–2017. doi:10.1002/cpe.1448.
Barseghian, Derik; Altintas, Ilkay; Jones, Matthew B.; Crawl, Daniel; Potter, Nathan; Gallagher, James; Cornillon, Peter; Schildhauer, Mark; Borer, Elizabeth T.; Seabloom, Eric W.  (PDF). Ecological Informatics. 2010, 5 (1): 42–50  [2021-03-03]. doi:10.1016/j.ecoinf.2009.08.008. （原始内容 (PDF)存档于2022-02-25）.
9. ↑  
Di Tommaso, Paolo; Chatzou, Maria; Floden, Evan W; Barja, Pablo Prieto; Palumbo, Emilio; Notredame, Cedric. . Nature Biotechnology. 2017, 35 (4): 316–319. PMID 28398311. doi:10.1038/nbt.3820.
10. ↑   (PDF).   [28 October 2016]. （原始内容 (PDF)存档于2022-02-25）.
11. ↑  
Brandt, Jörgen; Reisig, Wolfgang; Leser, Ulf. . Journal of Functional Programming. 2017, 27. S2CID 6128299. doi:10.1017/S0956796817000119.